# Tamopsis
Tamopsis – rodzaj pająków z rodziny Hersiliidae.
Rodzaj ten został wprowadzony w 1987 roku przez Barabarę i Martina Baehrów, którzy gatunkiem typowym wyznaczyli Tama eucalypti. Wcześniej dwa pierwsze opisane australijskie Hersiliidae umieszczone zostały przez Kocha w rodzaju Chalinura, a następnie autorzy uznawali system Simona, który australijskie Hersiliidae klasyfikował w rodzaju Tama.
Pająki raczej małych do średnich rozmiarów (między 2 a 7 mm długości ciała). Na przedniej krawędzi szczękoczułków mają zawsze trzy wyraźne ząbki. Długość tylno-bocznych kądziołków waha się u nich od znacznie mniejszej do nieco większej od długości opistosomy. Odnóża mają wydłużone, o niepodzielonych stawowo nadstopiach. Apofyza medialna na nogogłaszczkach samców skomplikowana, zwykle o wierzchołku haczykowatym, niekiedy skręcona lub z kępką szczecinek na szczycie. Skomplikowana jest również budowa wydłużonej apofizy bocznej, w której częściowo lub całkowicie ukryty jest embolus, nienawijający się nigdy na apifizę medialną. Samice mają wulwy z jednym do trzech zbiorniczków nasiennych po każdej stronie, a ich przewody inseminacyjne mogą być od krótkich po długie i niekiedy skręcone.
Są to pająki nadrzewne. Większość znanych gatunków to endemity Australii. Po jednym gatunku stwierdzono na Nowej Gwinei i Borneo.
Należy tu 50 opisanych gatunków:

- Tamopsis amplithorax Baehr & Baehr, 1987
- Tamopsis arnhemensis Baehr & Baehr, 1987
- Tamopsis brachycauda Baehr & Baehr, 1987
- Tamopsis brevipes Baehr & Baehr, 1987
- Tamopsis brisbanensis Baehr & Baehr, 1987
- Tamopsis centralis Baehr & Baehr, 1987
- Tamopsis circumvidens Baehr & Baehr, 1987
- Tamopsis cooloolensis Baehr & Baehr, 1987
- Tamopsis darlingtoniana Baehr & Baehr, 1987
- Tamopsis daviesae Baehr & Baehr, 1987
- Tamopsis depressa Baehr & Baehr, 1992
- Tamopsis ediacarae Baehr & Baehr, 1988
- Tamopsis eucalypti (Rainbow, 1900)
- Tamopsis facialis Baehr & Baehr, 1993
- Tamopsis fickerti (L. Koch, 1876)
- Tamopsis fitzroyensis Baehr & Baehr, 1987
- Tamopsis floreni Rheims & Brescovit, 2004
- Tamopsis forrestae Baehr & Baehr, 1988
- Tamopsis gibbosa Baehr & Baehr, 1993
- Tamopsis gracilis Baehr & Baehr, 1993
- Tamopsis grayi Baehr & Baehr, 1987
- Tamopsis harveyi Baehr & Baehr, 1993
- Tamopsis hirsti Baehr & Baehr, 1998
- Tamopsis jongi Baehr & Baehr, 1995
- Tamopsis kimberleyana Baehr & Baehr, 1998
- Tamopsis kochi Baehr & Baehr, 1987
- Tamopsis leichhardtiana Baehr & Baehr, 1987
- Tamopsis longbottomi Baehr & Baehr, 1993
- Tamopsis mainae Baehr & Baehr, 1993
- Tamopsis mallee Baehr & Baehr, 1989
- Tamopsis minor Baehr & Baehr, 1998
- Tamopsis nanutarrae Baehr & Baehr, 1989
- Tamopsis occidentalis Baehr & Baehr, 1987
- Tamopsis perthensis Baehr & Baehr, 1987
- Tamopsis petricola Baehr & Baehr, 1995
- Tamopsis piankai Baehr & Baehr, 1993
- Tamopsis platycephala Baehr & Baehr, 1987
- Tamopsis pseudocircumvidens Baehr & Baehr, 1987
- Tamopsis queenslandica Baehr & Baehr, 1987
- Tamopsis raveni Baehr & Baehr, 1987
- Tamopsis reevesbyana Baehr & Baehr, 1987
- Tamopsis riverinae Baehr & Baehr, 1993
- Tamopsis rossi Baehr & Baehr, 1987
- Tamopsis transiens Baehr & Baehr, 1992
- Tamopsis trionix Baehr & Baehr, 1987
- Tamopsis tropica Baehr & Baehr, 1987
- Tamopsis tweedensis Baehr & Baehr, 1987
- Tamopsis warialdae Baehr & Baehr, 1998
- Tamopsis wau Baehr & Baehr, 1993
- Tamopsis weiri Baehr & Baehr, 1995